# Sibylle Vogt

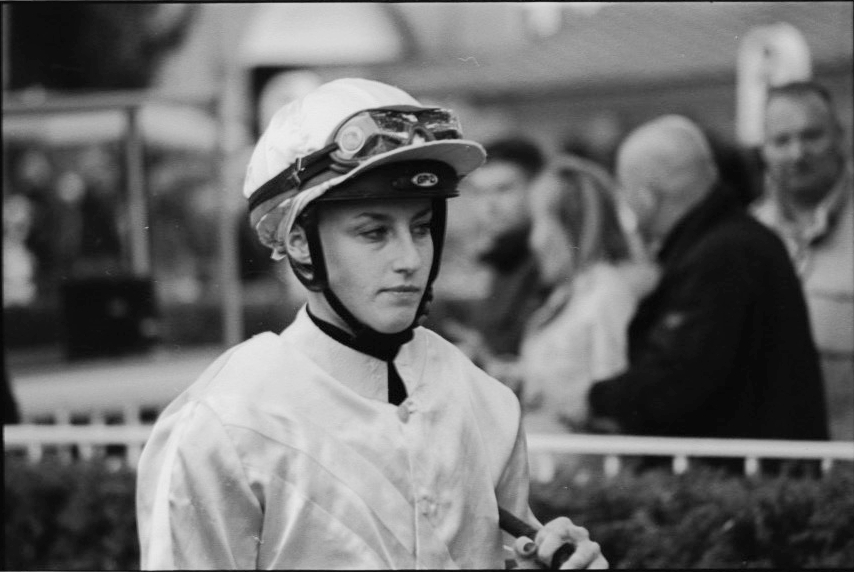
Sibylle Vogt (2019)

Sibylle Vogt (* 23. März 1995 in Leimbach) ist eine Rennreiterin aus der Schweiz, die in Deutschland aktiv ist. 

## Reiterin
Sie arbeitet als zweiter Stalljockey bei Peter Schiergen am Stall Asterblüte in Köln, zuvor war sie am Stall von Carmen und Georg Bocskai in Baden-Baden engagiert. Vogt war 2019 erst die dritte Frau im Sattel, die ein deutsches Grupperennen gewinnen konnte. Sie siegte mit Winterfuchs im Dr. Busch-Memorial (Gruppe III). Sie gilt als eine der erfolgreichsten Profi-Reiterinnen.
Ende Februar 2020 siegte Vogt in Riad durch nachträgliche Disqualifikation von Mike Smith im erstmals dort ausgetragenen Wettbewerb International Jockey Challenge. Sie ließ dabei in der Gesamtwertung Profi-Jockeys wie Lanfranco Dettori und Olivier Peslier hinter sich. 2021 gewann Vogt als erste Frau die German 1000 Guineas in Düsseldorf. Sie ist damit die erste Frau, die im Rennsattel ein klassisches Rennen in Deutschland (German 2000 Guineas, 1000 Guineas, Deutsches Derby, Preis der Diana, Deutsches St. Leger) gewonnen hat. Im gleichen Jahr wurde sie mit Imi dritte im Deutschen Derby, die bis dato beste Platzierung einer Frau im Derby. 2025 wurde bei einer Dopingprobe in Frankreich Kokain nachgewiesen. Vogt bestreitet den Konsum einer verbotenen Substanz. Sie kündigte an, bis zur Veröffentlichung der B-Probe zu pausieren, die dann allerdings die A-Probe bestätigte. Sie wurde deswegen für ein halbes Jahr gesperrt.

## Siegerin in Gruppenrennen

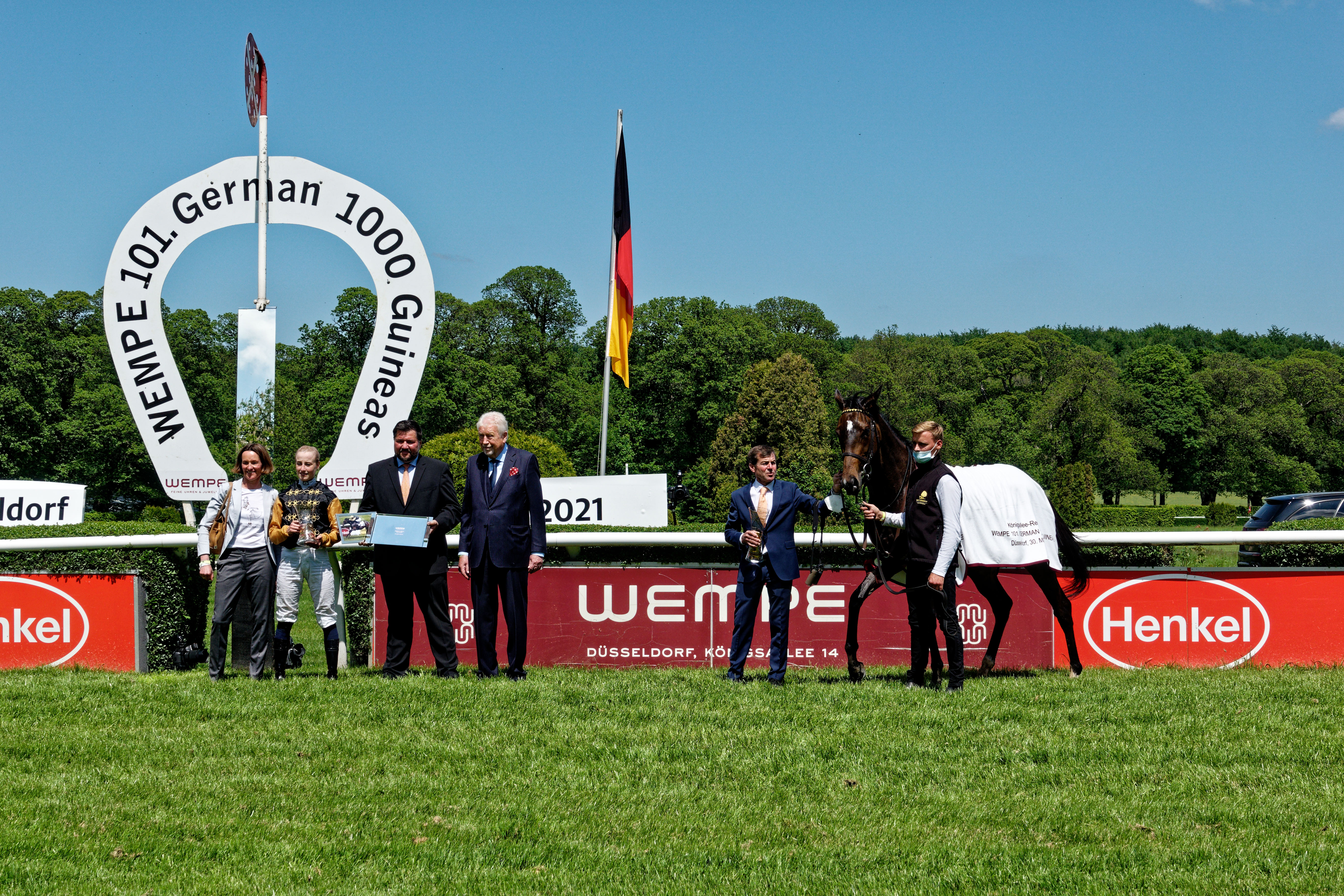
Sibylle Vogt 2021 bei der Siegerehrung der German 1000 Guineas in Düsseldorf

- 28.04.2019 in Krefeld mit Winterfuchs im Dr. Busch-Memorial
- 05.09.2020 in Baden-Baden mit Wai Key Star im Preis der Sparkassen Finanzgruppe (Gr. III)
- 30.05.2021 in Düsseldorf mit Novemba in den German 1000 Guineas (Gr. II)
- 26.08.2023 in Baden-Baden mit Mansour Preis der Sparkassen-Finanzgruppe (Gr. III)